# Carbonized
Carbonized war eine schwedische Metal-Supergroup aus Saltsjöbaden, die im Jahr 1988 gegründet und 1996 aufgelöst wurde.

## Geschichte
Die Band wurde im Jahr 1988 von Sänger und Gitarrist Jonas Derouche und Schlagzeuger Piotr Wawrzeniuk (beide Therion), Bassist Lars Rosenberg (Therion, Serpent, Entombed) und Sänger Matti Kärki (Dismember) gegründet. Zusammen entwickelten sie einige Stücke und veröffentlichten im Jahr 1991 das Album For the Security, dem im Jahr 1993 das Album Disharmonization folgte. In den Folgejahren widmeten sich die Bandmitglieder wieder ihren Hauptbands und fanden später erneut zusammen, um 1996 das letzte Album Screaming Machines zu veröffentlichen.

## Stil
Die Musik der Band lässt sich nur schwer einer Stilrichtung zuordnen. Einflüsse aus Psychedelic Rock, Grindcore, Progressive Metal, Death Metal und Jazz sind zu hören. Die Musik wird als eine Mischung aus Pink Floyd, Sonic Youth, Black Flag und Voivod beschrieben.

## Diskografie
- 1989: Au-To-Dafe (Demo, Eigenveröffentlichung)
- 1990: Promo (Demo, Eigenveröffentlichung)
- 1990: No Canonization (EP, Thrash Records)
- 1990: Recarbonized (Demo, Eigenveröffentlichung)
- 1991: For the Security (Album, Thrash Records)
- 1991: Chronology of Death (Split mit Sentenced, Bluuurgh... und Xenophobia, Black Out Records)
- 1992: Promo '92 (Demo, Eigenveröffentlichung)
- 1993: Disharmonization (Album, Foundation 2000 Records)
- 1996: Screaming Machines (Album, Foundation 2000 Records)